# Europsko prvenstvo u košarci za žene – Italija 1938.
Europsko prvenstvo u košarci za žene 1938. godine održalo se u Italiji 1938. godine.